# Delta nigritarsis
Delta nigritarsis är en stekelart som först beskrevs av Meade-waldo 1910.  Delta nigritarsis ingår i släktet Delta och familjen Eumenidae. Inga underarter finns listade i Catalogue of Life.